# Justin Anderson
Justin Anderson   (Montross, 19 de novembre de 1993) Justin Lamar Anderson és un jugador professional de bàsquet. La temporada 24-25 es troba actiu en la plantilla de Futbol Club Barcelona en la Lliga ACB, a Espanya.

## Biografia
Justin Lamar Anderson va tenir una trajectòria destacada amb els Virginia Cavaliers entre 2012 i 2015, consolidant-se com una peça clau en l'èxit del programa sota la direcció de l'entrenador Tony Bennett.
En la seva temporada de debut (2012-13), Anderson va jugar 35 partits, 17 com a titular, amb una mitjana de 7,6 punts, 3,3 rebots i 2,3 assistències per partit. Va ser nomenat ACC Rookie of the Week al febrer de 2013 després de partits destacats contra Clemson i Maryland. A més, va liderar l'equip en anotació durant el torneig NIT, amb una mitjana de 19 punts per partit, incloent-hi un màxim de carrera de 24 punts contra Iowa en els quarts de final.
En el seu segon any (2013-14), Anderson va participar en 37 partits, 5 com a titular, amb una mitjana de 7,8 punts i 3,2 rebots per partit. Va contribuir significativament a l'equip que va guanyar el títol de la temporada regular de l'ACC i el torneig de l'ACC, arribant fins als Sweet 16 del torneig de l'NCAA.

## Professional
El 25 de juny de 2015, va ser seleccionat en la posició número 21 del Draft de la NBA de 2015 pels Dallas Mavericks.
El 23 de febrer del 2017 va ser traspassat, juntament amb Andrew Bogut i una futura primera ronda protegida del draft als Philadelphia 76ers a canvi de Nerlens Noel.
El 25 de juliol del 2018, va ser traspassat a Atlanta Hawks, en un acord que va involucrar tres equips, els Philadelphia 76ers i Oklahoma City Thunder. Al final d'aquesta temporada, i després de participar en 48 trobades, el 29 de juny de 2019, els Atlanta Hawks decideixen no oferir-li una extensió de contracte per la qual cosa es converteix en agent lliure.
El 26 de setembre del 2019, signa amb els Washington Wizards per al training camp però el 16 d'octubre decideixen prescindir dels seus serveis.
El 25 de novembre del 2019, els Raptors 905 de la NBA G League, anuncien la seva contractació amb un partit de 40 punts.
El 6 de gener de 2020, Anderson signa un contracte de 10 dies amb els Brooklyn Nets.
Disputa 3 encontres, però el 15 de gener és alliberat. Per això el 21 de gener els Raptors 905, adquireixen els seus drets i el traspassen als Long Island Nets a canvi d'Henry Ellenson.
El 28 de juny del 2020, els Nets tornen a contractar-lo de cara a la represa de la temporada 2019-20, després de la negativa de Wilson Chandler a jugar a Orlando Màgic.
Després d'uns mesos a Brooklyn, el 27 de novembre del 2020, signa un contracte parcialment garantit amb Philadelphia 76ers,però va ser tallat després de la pretemporada.
El 23 de setembre del 2021, Fort Wayne Mad Ants va adquirir els seus drets, en un intercanvi amb Long Island Nets.
El 21 de desembre del 2021, va signar un contracte de 10 dies amb els Cleveland Cavaliers. Després de no ser renovat, va signar un nou contracte de deu dies, aquesta vegada amb els Indiana Pacers. Al final del mateix, l'11 de gener, va tornar als Mad Ants.
El 17 de març torni a signar un altre contracte de 10 dies amb Indiana Pacers, i després un altre més el 28 de març, per acabar jugant 13 trobades amb els Pacers abans de quedar-se sense equip.
El 25 d'octubre de 2023, signa un contracte temporal amb el Riu Breogan de la Lliga Endesa i la Basketball Champions League després de disputar 242 partits a la NBA.
El 24 de desembre del 2023, signa un contracte temporal amb el València Basket de la Lliga Endesa.
Després d'un any a València, el juliol del 2024, signa per una temporada amb el FC Barcelona.

## Estadístiques universitat
| Llegenda |                             |     |                             |         |                                 |  |  |
| PJ       | Partits jugats              | PT  | Partits de titular          | MPP     | Minuts per partit               |  |  |
| %TC      | Percentatge de tirs de camp | %3P | Percentatge de tirs de camp | %TL     | Percentatge de tirs lliures     |  |  |
| RPP      | Rebotes per partit          | APP | Asistencias per partit      | ROPP    | Robatoris de pilota por partido |  |  |
| TPP      | Taps per partit             | PPP | Punts per partit            | Negrita | Máxim de la seva carrera        |  |  |

Estadístiques
| Any     | Equip    | PJ | PT   | MPP  | %TC  | %3P  | %TL  | RPP | APP | ROPP | TPP | PPP  |
| 2012–13 | Virginia | 35 | 17   | 24.0 | .420 | .303 | .764 | 3.3 | 2.3 | .9   | 1.2 | 7.6  |
| 2013–14 | Virginia | 37 | 5    | 21.5 | .407 | .294 | .716 | 3.2 | 1.5 | .4   | .8  | 7.8  |
| 2014–15 | Virginia | 26 | 23   | 27.8 | .466 | .452 | .780 | 4.0 | 1.7 | .7   | .5  | 12.2 |
| Total   | 98       | 45 | 24.1 | .430 | .357 | .752 | 3.5  | 1.8 | .6  | .9   | 8.9 |      |

## Selecció nacional
El 2009 va participar amb la selecció júnior dels Estats Units al Campionat FIBA Américas Sub-16 celebrat a Argentina i proclamant-se campió.

## Estadísticas de su carrera en la NBA Temporada regular
| Any     | Equip        | PJ | PT   | MPP  | %TC  | %3P  | %TL  | RPP | APP | ROPP | TPP | PPP |
| 2015-16 | Dallas       | 55 | 9    | 11.8 | .406 | .265 | .800 | 2.4 | .5  | .3   | .5  | 3.8 |
| 2016-17 | Dallas       | 51 | 2    | 13.9 | .402 | .303 | .795 | 2.9 | .6  | .5   | .3  | 6.5 |
| 2016-17 | Philadelphia | 24 | 8    | 21.6 | .466 | .292 | .780 | 4.0 | 1.4 | .5   | .3  | 8.5 |
| 2017-18 | Philadelphia | 38 | 0    | 13.7 | .431 | .330 | .737 | 2.4 | .7  | .4   | .2  | 6.2 |
| 2018-19 | Atlanta      | 48 | 4    | 9.6  | .408 | .312 | .743 | 1.8 | .5  | .5   | .3  | 3.7 |
| 2019-20 | Brooklyn     | 10 | 1    | 10.7 | .263 | .207 | .500 | 2.1 | .8  | .0   | .6  | 2.8 |
| 2021-22 | Cleveland    | 3  | 0    | 15.7 | .500 | .333 | .750 | 2.0 | 2.0 | .3   | .0  | 4.3 |
| 2021-22 | Indiana      | 13 | 6    | 20.7 | .368 | .245 | .800 | 3.1 | 2.1 | .5   | .5  | 6.8 |
| Total   | 242          | 30 | 13.6 | .410 | .292 | .775 | 2.6  | .8  | .4  | .3   | 5.3 |     |